# Raf Van Brussel
Raf Emilia Jozef Van Brussel (Mortsel, 23 maart 1971) is een Vlaams zanger, songschrijver en radiopresentator die sinds de opstart in 2009 voor radiozender Joe werkt. Sinds 2016 presenteert Van Brussel er in de avondspits een programma met Rani De Coninck. 

## Carrière
In zijn jonge jaren speelde Van Brussel in de covergroep Liquid, totdat hij gecontacteerd werd om Sunny Side Up mee op te richten. Deze band kende heel wat succes, maar na twee albums werd de groep opgegeven. Van Brussel besliste om solo verder te gaan en bracht enkele singles uit, waaronder de hit Talk 2 Me (2000), die werd gebruikt als eindgeneriek van het tweede seizoen van de televisieserie Flikken. In 2001 presenteerde hij op TV1 Popslag, een muziekquiz.
In 2002 nam Van Brussel met het nummer Flyin'  deel aan Eurosong, de Belgische preselectie voor het Eurovisiesongfestival, maar slaagde er niet in om te winnen. Hierna verscheen zijn eerste solo-cd, eveneens Flyin' genaamd. Intussen schreef hij muziek voor zichzelf en andere artiesten, en nam vaak deel aan televisieprogramma's zoals Biebabeloela en Het Swingpaleis. Met de covergroep Plane Vanilla bleef hij ook optreden. In 2004 deed Van Brussel opnieuw mee aan Eurosong, ditmaal met het nummer Chemistry. Ook deze keer strandde hij in de finale, maar het nummer werd desondanks een grote radiohit. Zijn tweede soloalbum, No looking back, verscheen in 2005.
In 2008 had Van Brussel een item bij Ornelis & Rogiers in de ochtend op de radiozender Q-music. Dat heette 'Raf van Vrijdag'. Hij zong dan een lied over de actualiteit. Vanaf 1 april 2009 deed Van Brussel samen met Alexandra Potvin de ochtendshow op JOE fm. Het ochtendprogramma veranderde en werd vanaf 1 augustus 2012 gepresenteerd door Bjorn Verhoeven en Lenke Van Olmen. Tussen 2013 en 2016 presenteerde Van Brussel 'De Spits' op JOE fm samen met Leen Demaré. Sinds de inhoudelijke vernieuwing van JOE op 16 augustus 2016, presenteert hij de "Spits van JOE" samen met Rani De Coninck.
Raf Van Brussel creëerde in 2019 de nieuwe begingeneriek van de dagelijkse televisieserie Thuis. De song Ik ben thuis is vanaf 2 september 2019 het openingsdeuntje van het populaire Vlaamse programma.

## Radio
Q-music
- Raf Van Vrijdag
  - 2008

JOE fm
- Raf en Alexandra (maandag-vrijdag van 6.00 uur tot 9.00 uur)
- De Carnaval top 100 (met Alexandra Potvin)
- De top 100 week: De ultieme lijst (met Alexandra Potvin)
  - 01-04-2009-heden
- Raf en Rani (maandag-vrijdag van 16.00 uur tot 18.00 uur)

## Discografie

### Singles
| Single met hitnotering(en) in de Vlaamse Ultratop 50 | Datum van verschijnen | Datum van binnenkomst | Hoogste positie | Aantal weken | Opmerkingen                             |
| ---------------------------------------------------- | --------------------- | --------------------- | --------------- | ------------ | --------------------------------------- |
| Talk 2 me                                            | 2000                  | 25-11-2000            | 37              | 8            |                                         |
| A brand new day                                      | 2002                  | 12-10-2002            | tip7            | -            | met The Magic Stars                     |
| Here I am                                            | 17-03-2006            | 22-04-2006            | 44              | 6            | met Sarah / Nr. 29 in de Radio 2 Top 30 |
| Roundabout                                           | 24-11-2006            | 27-01-2007            | tip18           | -            | met Sarah                               |
| Small talk                                           | 26-09-2011            | 12-11-2011            | tip27           | -            |                                         |
| Fire and ice                                         | 27-04-2018            | 12-05-2018            | tip             | -            |                                         |
| Ik ben thuis                                         | 04-10-2019            | 12-10-2019            | tip37           | -            | Nr. 16 in de Vlaamse Top 50             |
| Los                                                  | 12-10-2020            | 24-10-2020            | tip36           | -            | Nr. 19 in de Vlaamse Top 50             |

### Albums met "Sunny Side Up"
- Chasing the sun (1997)
- A small price for heaven (1998)
- The best of (2000, verzamelalbum)

### Soloalbums
- Flyin' (2002)
- No looking back (2005)

## Privé
Van Brussel is vader van drie kinderen.